# Халмакшинов, Алексей Юденич
Халмакши́нов Алексей Юде́нич (1963, село Кырен, Тункинский район, Бурятская АССР, РСФСР, СССР) — водитель Тугнуйского угольного разреза, Республика Бурятия. Герой Труда Российской Федерации (2024).

## Биография
Окончил Горхонскую среднюю школу в селе Кырен Тункинского района Бурятской АССР (ныне Республика Бурятия), затем ВосточноСибирский технологический институт в городе Улан-Удэ. 
В 1985 году приехал в новообразованное горняцкое поселение Саган-Нур в Мухоршибирском районе Бурятии, где началась разработка каменноугольного Тугнуйского разреза. В предпусковой дирекции разреза не хватало работников, а у молодого инженера-механика имелись все категории вождения. Он стал работать водителем автобуса, развозившим на работу доярок. В 1988 году начались вскрышные работы на Тугнуйском разрезе. Заработал он в 1989 году, когда с Олонь-Шибирского месторождения пошли первые тонны добытого каменного угля. Пройдя курсы в учебном комбинате предприятия, Алексей Халмакшинов стал водителем БелАЗа грузоподъёмностью 40 тонн. Сначала он возил породу после вскрышных работ, а когда экскаваторы дошли до угля, стал его перевозить на самосвале. 
В 2001 году «Разрез Тугнуйский» стал частью АО «Сибирская угольная энергетическая компания» (СУЭК) —  одной из трёх крупнейших компаний в России по добыче каменного угля, после началась глубокая техническая модернизация разреза. Основные потребителе тугнуйского угля — это Гусиноозерская ГРЭС, Улан-Удэнские ТЭЦ NO 1 и 2, а также предприятия Забайкальского и Хабаровского краёв, Сахалинской области. 
Ответственный водитель постепенно пересаживался на новые БелАЗы. Так, 40-тонный самосвал он сменил на 100-тонный, а после на 110-тонный. В 2009 году появились 220-тонные БелАЗы. Экипаж под руководством А. Ю. Халмакшинова одним из первых получил в эксплуатацию БелАЗ-7530. С тех пор он работает на нём. Фото с именем водителя-передовика размещено на Доске почёта АО «Разрез Тугнуйский» в 2012 году. 
Работа на разрезе не останавливается ни днём, ни ночью, а перевозка горной массы производится круглосуточно. В состав экипажа самосвалов входят четыре водителя. Алексей Юденич два дня работает 12 часов, с 8 утра до 8 вечера, третий и четвертый дни —  ещё 12 часов, с 8 вечера до 8 утра, затем четыре дня отдыхает. Карьерный экскаватор «Хитачи» никогда не останавливается и каждую минуту погружает 40 кубометров горной породы в кузов карьерного самосвала, тратя на погрузку одного БелАЗа лишь считанные минуты, так что практически всегда водитель в дороге. Робота в карьере требует постоянного внимания, интуиции, высокой скорости реакции, точности движений, а порой и способности решать нестандартные задачи. Незагруженная машина весит 180 тонн, а гружёная —  400 тонн. Ежегодно экипажем машины под его бригадирством транспортируется более 9 тысяч тонно-километров горной массы. Во многом благодаря столь успешным показателям, продуктивность Тугнуйского разреза возросла до 14 миллионов тонн угля в год. 
Вскоре после того как Алексей Юденич пересел на 220-тонный карьерный самосвал, он стал ответственным наставником молодёжи. Халмакшинов подготовил несколько поколений молодых специалистов, в том числе за 2019—2024 годы — семь водителей БелАЗов, транспортирующих горную массу. 

## Знаки отличия и награды
- Герой Труда Российской Федерации (01.05.2024)
- Нагрудный знак «Шахтёрская слава» 1-й степени
- Нагрудный знак «Шахтёрская слава» 2-й степени
- Нагрудный знак «Шахтёрская слава» 3-й степени
- Нагрудный знак «Росуглеторф»
- Медаль «350 лет добровольного вхождения Бурятии в состав Российского государства»
- Почётный гражданин Мухоршибирского района (11.06.2024 )[3][4]